# Isola (Slovenia)
Isola (in sloveno Izola, IPA: [ˈiːzɔla]), anche Isola d'Istria, è un comune della Slovenia di 16564 abitanti della regione del Litorale-Carso.
Centro tradizionalmente legato all'economia della pesca, della cantieristica e della manifattura, si è trasformato in tempi più recenti in località turistica.

## Geografia
Isola sorge su un promontorio lungo la costa slovena del mar Adriatico, nella parte nord-occidentale della penisola istriana. È situata a 7 km a ovest di Capodistria.

### Clima
| Isola               | Mesi | Mesi | Mesi | Mesi | Mesi | Mesi | Mesi | Mesi | Mesi | Mesi | Mesi | Mesi | Stagioni | Stagioni | Stagioni | Stagioni | Anno  |
| Isola               | Gen  | Feb  | Mar  | Apr  | Mag  | Giu  | Lug  | Ago  | Set  | Ott  | Nov  | Dic  | Inv      | Pri      | Est      | Aut      | Anno  |
| ------------------- | ---- | ---- | ---- | ---- | ---- | ---- | ---- | ---- | ---- | ---- | ---- | ---- | -------- | -------- | -------- | -------- | ----- |
| T. max. media (°C)  | 7,7  | 9,2  | 12,6 | 16,6 | 21,4 | 24,7 | 27,4 | 27,0 | 23,3 | 18,7 | 13,0 | 9,2  | 8,7      | 16,9     | 26,4     | 18,3     | 17,6  |
| T. min. media (°C)  | 3,4  | 3,8  | 6,0  | 9,2  | 13,4 | 17,0 | 19,5 | 19,3 | 16,2 | 12,3 | 7,5  | 4,5  | 3,9      | 9,5      | 18,6     | 12,0     | 11,0  |
| Precipitazioni (mm) | 75   | 70   | 72   | 90   | 82   | 92   | 69   | 94   | 110  | 97   | 116  | 86   | 231      | 244      | 255      | 323      | 1 053 |

### Corsi d'acqua
- torrente Derniga/Valderniga (Drnica)
- torrente Baredine (Baredinka)
- torrente Cicole (Čičole)
- torrente Modiano (Medljanščica)
- torrente Costerlago (Strunjanski potok/Roja)
- torrente Ricorvo (Rikorvo)
- torrente Villisan (Pivol)
- torrente Morer (Morer)

## Storia

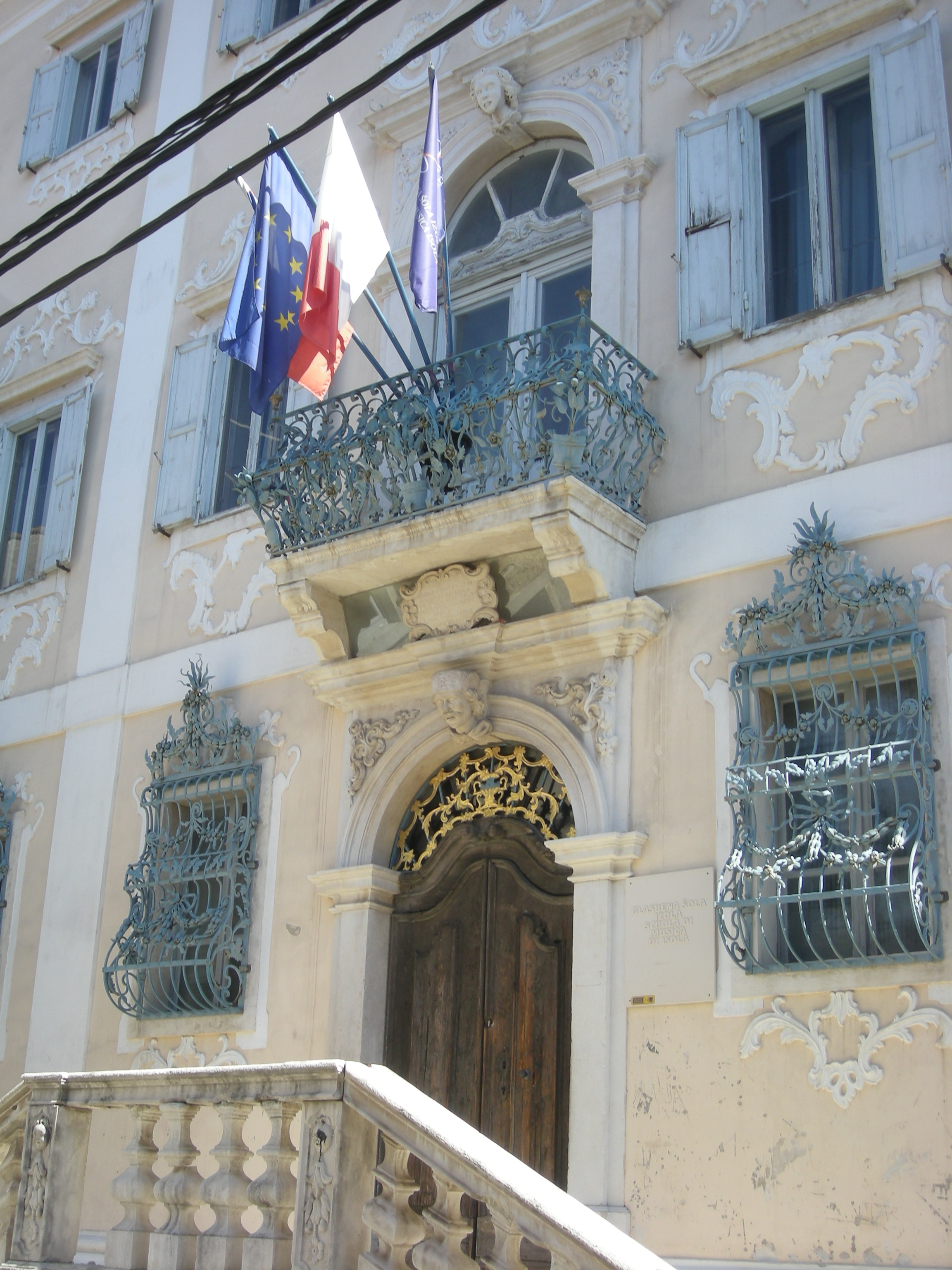
Facciata di Palazzo Besenghi degli Ughi

I primi insediamenti sorti nel territorio comunale di Isola risalgono all'epoca romana, quando venne costruito il porto di Haliaetum, a sud-ovest dell'attuale centro storico.
La città di Isola venne fondata da profughi aquileiesi su una piccola isola, nel VII secolo, seguendo le sorti del Patriarcato di Aquileia, e in questo periodo si formò il priorato del monastero di San Pietro. L'insediamento fu menzionato per la prima volta come Insula nel 932 d.C. in un documento noto come Liber albus. Nel 1036 il patriarca di Aquileia Poppone donò Isola d'Istria e il priorato dell'antico monastero di San Pietro al monastero delle benedettine di Santa Maria di Aquileia; in seguito i monaci per comodità si trasferiranno nel monastero di Santa Caterina più vicino al borgo.
Soltanto nel 1267 il territorio divenne parte della Repubblica di Venezia e gli oltre cinque secoli di dominio veneziano hanno lasciato un'impronta indelebile alla cittadina istriana. La sua base economica venne gravemente danneggiata quando Trieste divenne il principale porto della regione, e la peste la colpì nel XVI secolo. La parte veneziana della penisola istriana venne ceduta all'Arciducato d'Austria nel 1797, a seguito del Trattato di Campoformio, fino al periodo Napoleonico, in cui divenne parte del Regno d'Italia napoleonico e poi delle Province Illiriche dal 1809 al 1813.
Durante l'occupazione francese, all'inizio del XIX secolo, le mura cittadine vennero abbattute e usate per colmare il canale che separava l'isola dalla terraferma. Nel 1813 il territorio di Isola, insieme a quello del resto della regione, venne annesso all'Impero d'Austria, fino al novembre del 1918, quando la Venezia Giulia e il Trentino-Alto Adige furono assegnati al Regno d'Italia.
In seguito alla scoperta di sorgenti termali, avvenuta nel 1820, la cittadina divenne una meta turistica di notevole interesse sotto il dominio asburgico. Tra il 1902 e il 1935 fu in esercizio la ferrovia a binario singolo nota come Parenzana, che collegava Parenzo con Trieste.
Nel settembre del 1943 la città passò sotto il controllo tedesco, fino alla fine di aprile del 1945, quando fu occupata da un'unità navale jugoslava proveniente da Capodistria.
Fu una cittadina di lingua, cultura e popolazione a maggioranza italiana sino all'esodo forzato e massiccio tra il 1953-1956 della maggior parte della sua popolazione, seguito al Memorandum di Londra del 1954 che assegnava la cittadina all'amministrazione jugoslava, insieme all'intera Zona B del Territorio Libero di Trieste. Da questa fu annessa definitivamente con gli accordi italo-jugoslavi del Trattato di Osimo nel novembre del 1975.

## Monumenti e luoghi d'interesse

### Architetture civili
- Palazzo Besenghi degli Ughi, della seconda metà del XVIII secolo, oggi sede della locale comunità degli italiani
- Palazzo Municipale
- Casa Lovisato
- Casa Manzioli, in stile tardo gotico, nell'omonima piazza
- Resti di Villa romana marittima, presso la spiaggia di San Simone, a sud del porto turistico, del 25-10 a.C.

### Architetture religiose
- Duomo di San Mauro (XVI secolo), con dipinti di arte veneta (fra cui una Deposizione di Palma il Giovane, una Sacra conversazione di Girolamo da Santacroce e un San Sebastiano di Irene da Spilimbergo) e un organo di Callid del 1796
- Oratorio di Santa Domenica
- Oratorio di San Giovanni
- Chiesa della Madonna di Loreto, del 1633, con omonima tela sull'altare presso Belvedere di Isola
- Chiesa di San Rocco, ex San Lorenzo, fuori dal paese, in via Dante Alighieri, in stile barocco
- Chiesa di Santa Caterina d'Alessandria (VI-XIX secolo), in via Simon Gregorcic, presso la vecchia scuola italiana, con dipinti del 1937 (fu un antico priorato benedettino fino al 1429; in seguito divenne un convento dei padri Serviti fino alla soppressione nel 1785 e alla trasformazione del monastero in scuola pubblica)[5]
- Chiesa di Santa Maria d'Alieto, dell'XI secolo

## Società

### La presenza autoctona di italiani
È presente una comunità di italiani autoctoni che rappresentano una minoranza residuale di quelle popolazioni italofone che abitarono per secoli la penisola dell'Istria e le coste e le isole del Quarnaro e della Dalmazia, territori che appartennero alla Repubblica di Venezia. La presenza degli italiani a Isola è drasticamente diminuita in seguito all'esodo giuliano dalmata, che avvenne dopo la seconda guerra mondiale e che fu anche cagionato dai "massacri delle foibe".
Nel comune vige ufficialmente il bilinguismo sloveno-italiano. L'italiano è ufficiale a Isola e negli insediamenti di Dobrava e Jagodje/Valleggia. Isola possiede una popolazione eterogenea. Secondo i dati dell'ultimo censimento sloveno (2002) la collettività italiana autoctona è costituita da soli 430 residenti (meno del 3% della popolazione complessiva), mentre gli italofoni sono pari a 620 unità (4,3% del totale). La minoranza italiana è riunita in due comunità: la Comunità degli Italiani "Pasquale Besenghi degli Ughi" e la Comunità degli Italiani "Dante Alighieri".

### Lingue e dialetti
| %      | Ripartizione linguistica (gruppi principali) |
| ------ | -------------------------------------------- |
| 26,57% | madrelingua croata                           |
| 4,30%  | madrelingua italiana                         |
| 3,87%  | madrelingua serbo-croata                     |
| 69,13% | madrelingua slovena                          |

## Cultura

### Istruzione

#### Musei
- Museo Isolana

## Geografia antropica

### Località

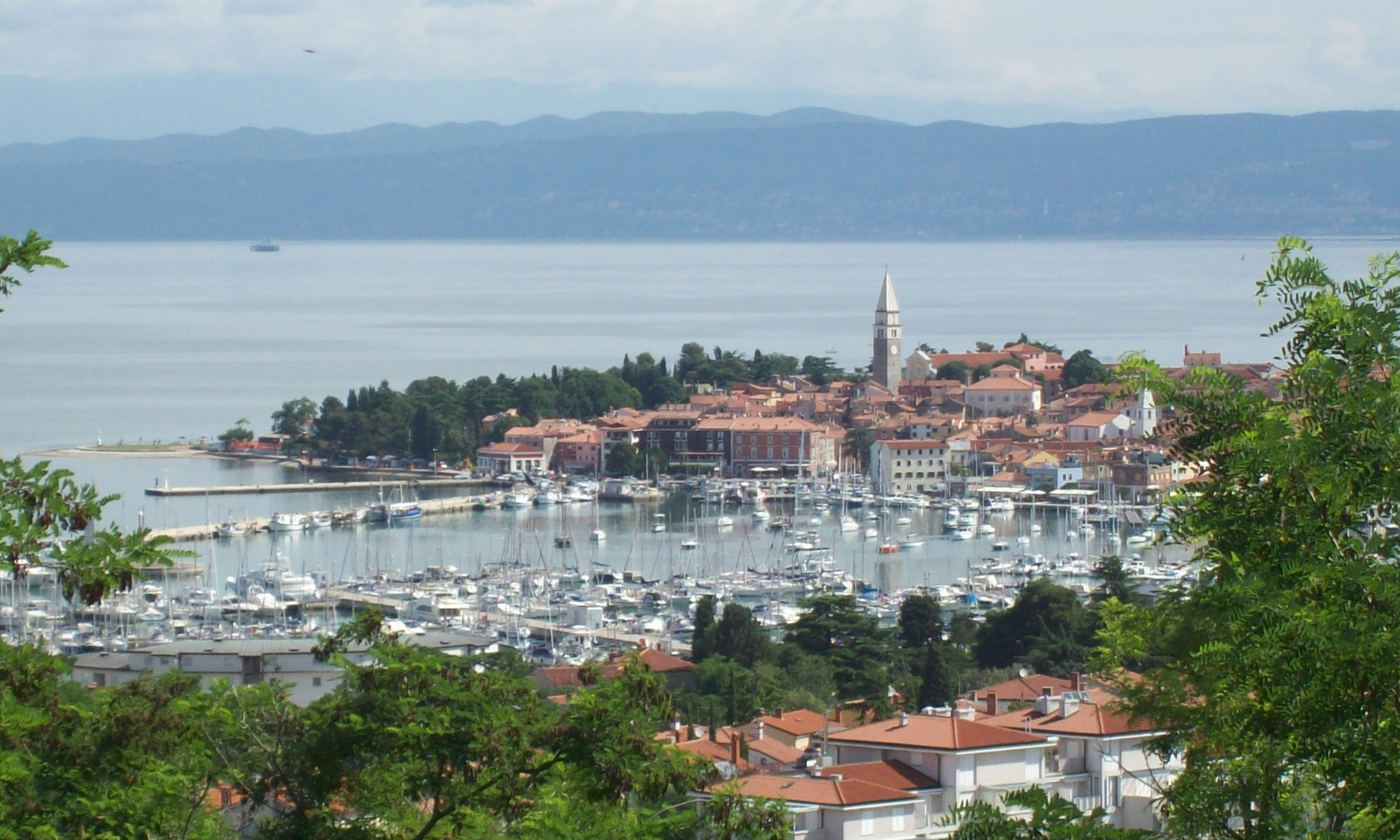
Veduta di Isola d'Istria dal promontorio

Il comune di Isola è diviso in 9 insediamenti (naselja):
- Baré (Baredi)
- Corte d'Isola (Korte)
- Dobrava presso Isola (Dobrava)
- Isola o Isola d'Istria (Izola), sede comunale
- Malio (Malija)
- Nosedo (Nožed)
- Settore (Cetore)
- Saredo (Šared)
- Valleggia (Jagodje)

## Infrastrutture e trasporti
Isola è unita alla vicina Capodistria ed alla rete autostradale slovena dalla superstrada H6.

## Amministrazione

### Gemellaggi
- Montechiarugolo
- Tolentino

## Galleria d'immagini

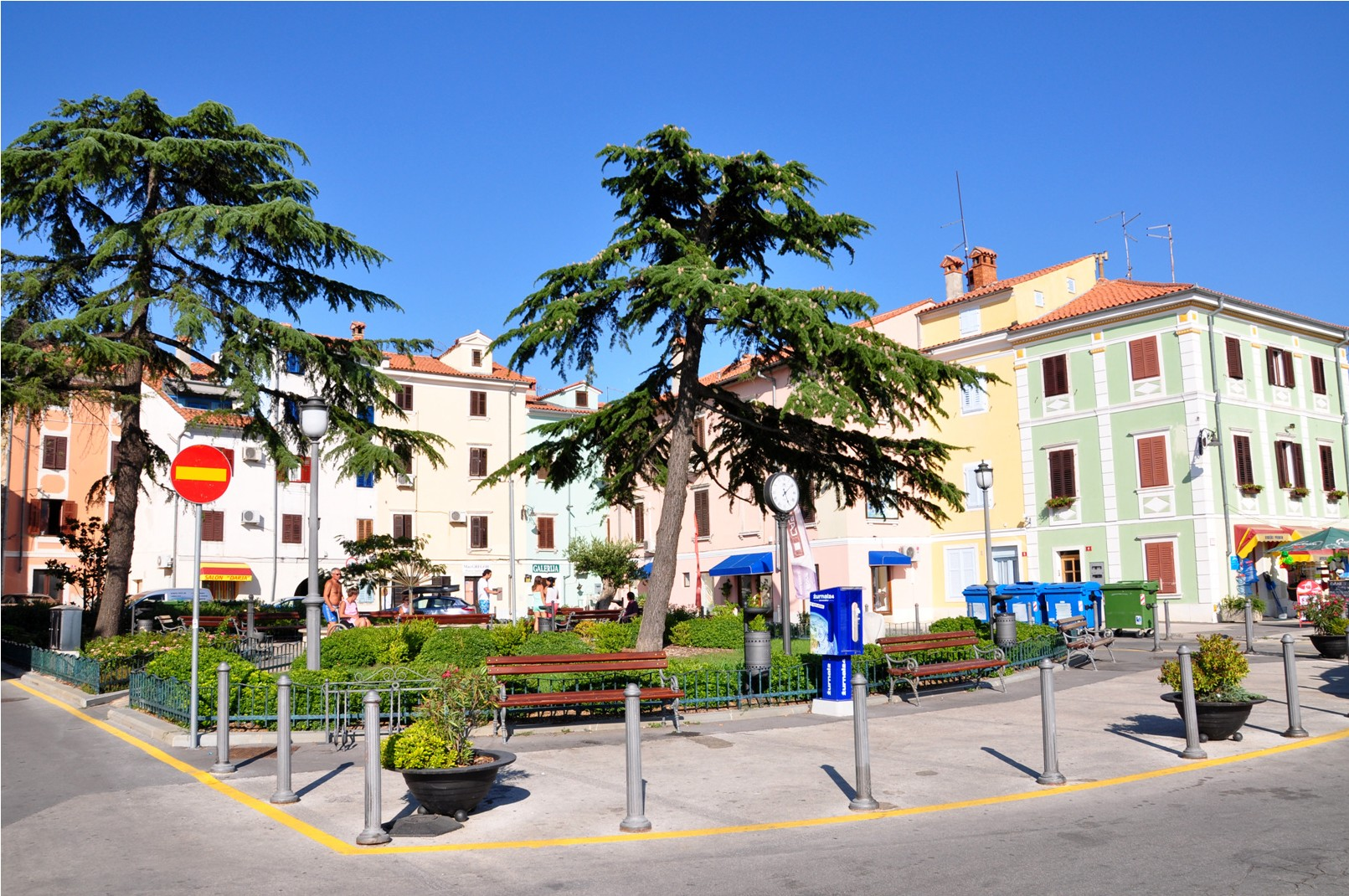
Piazza Grande (Veliki Trg)
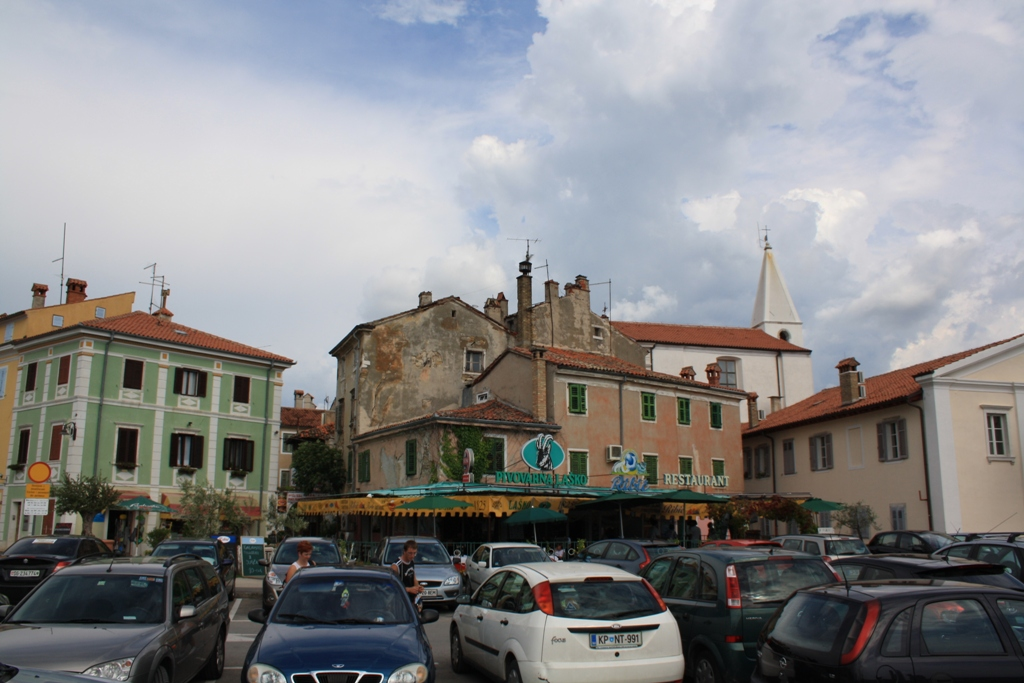
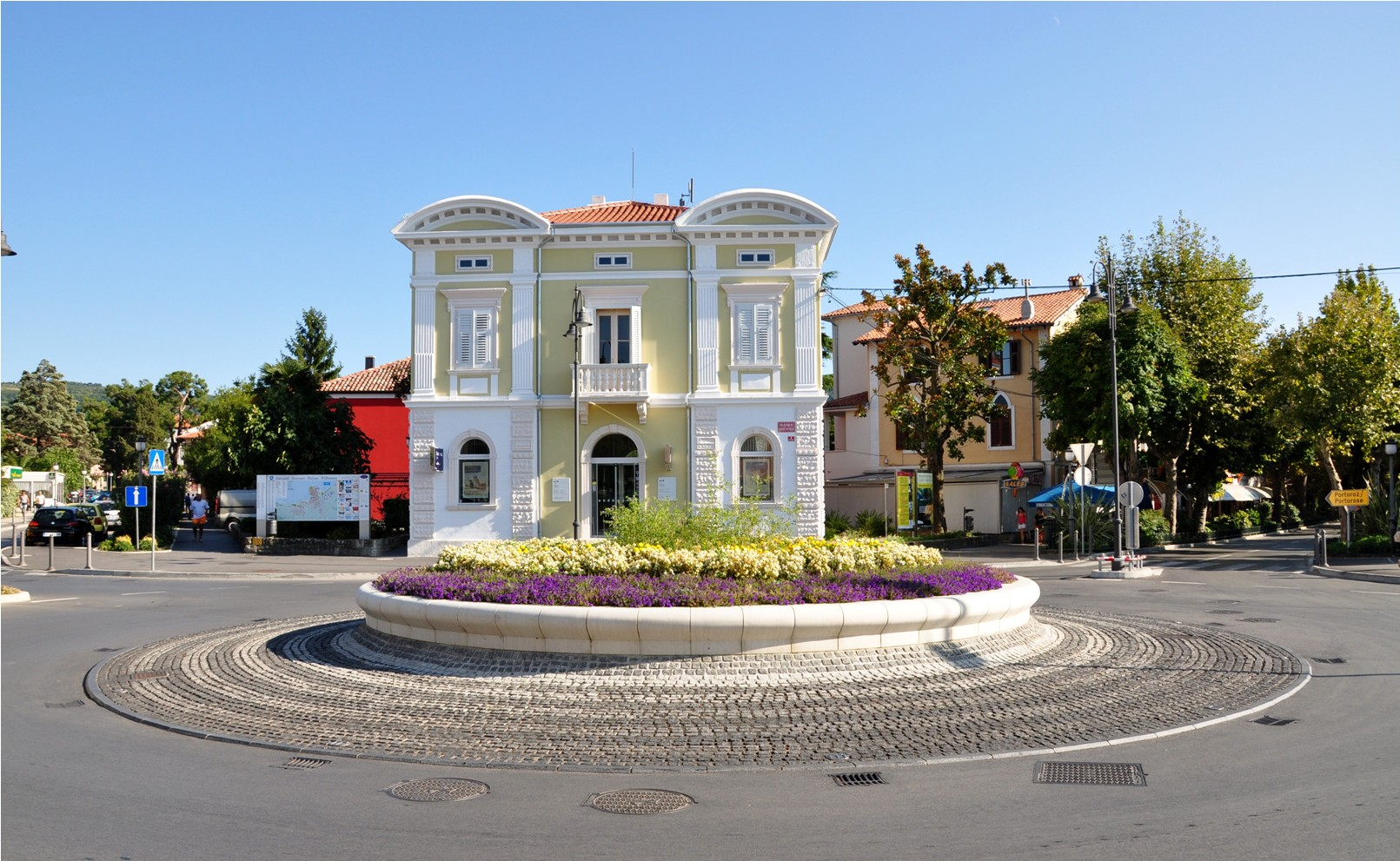
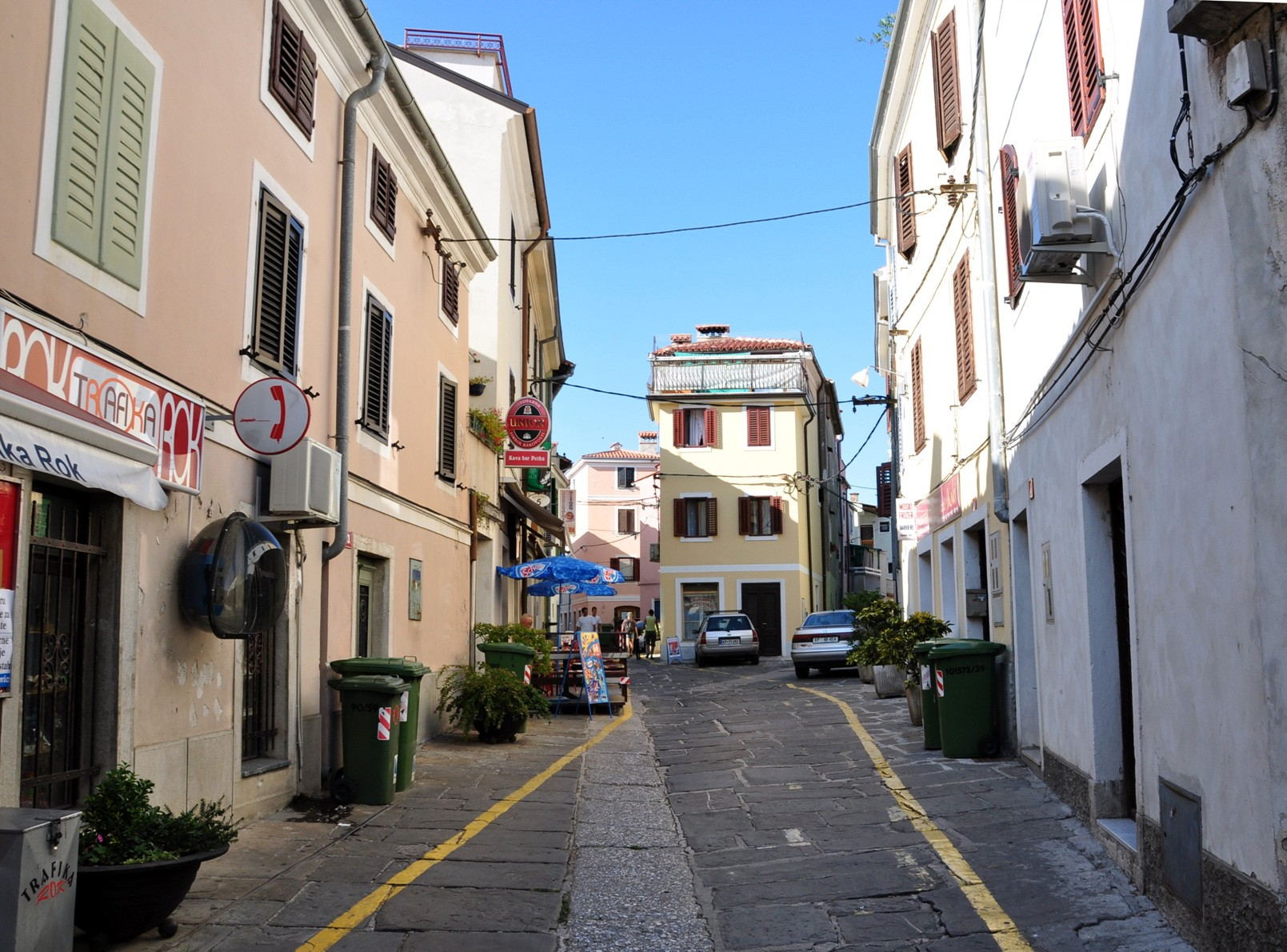
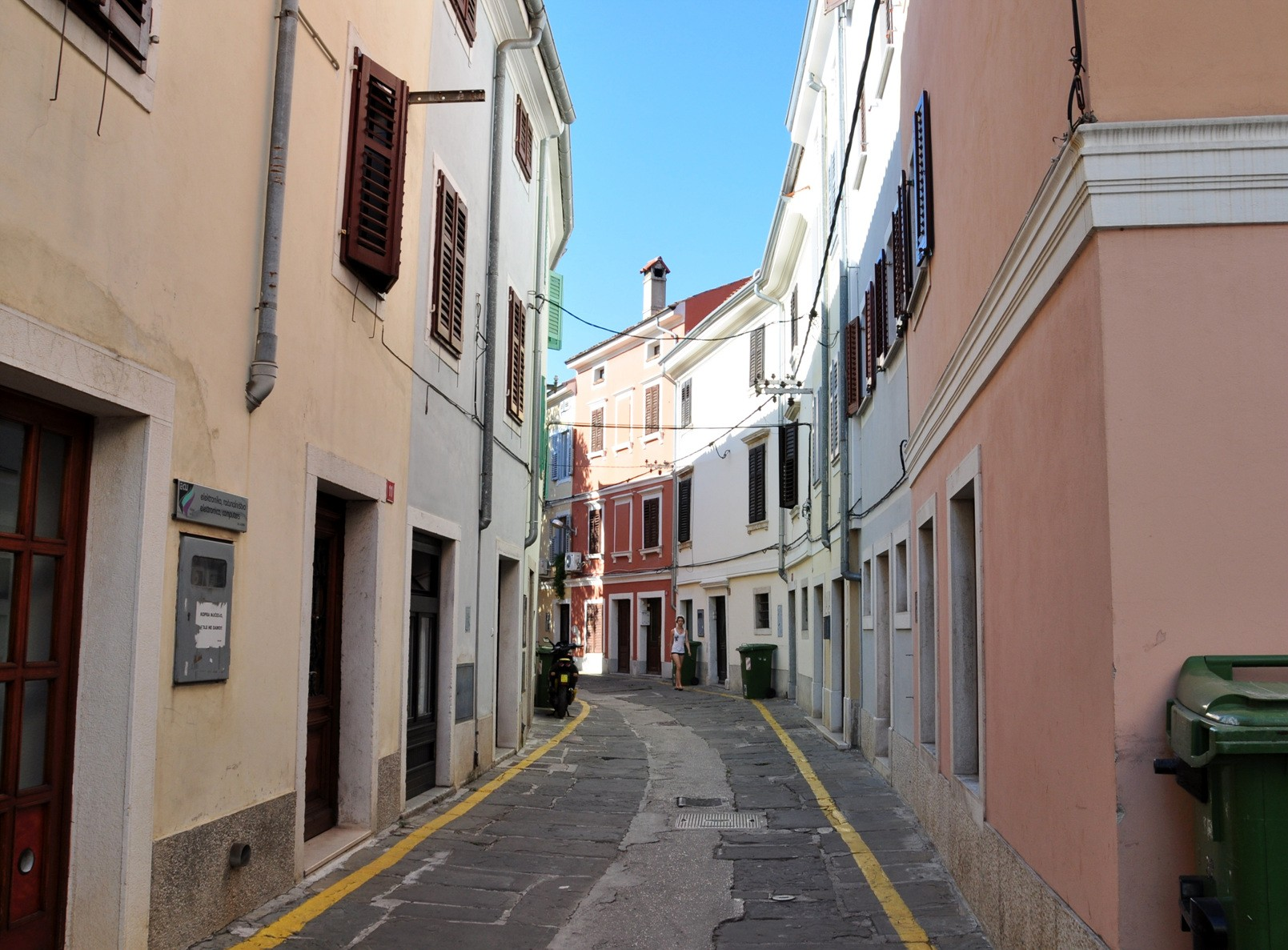
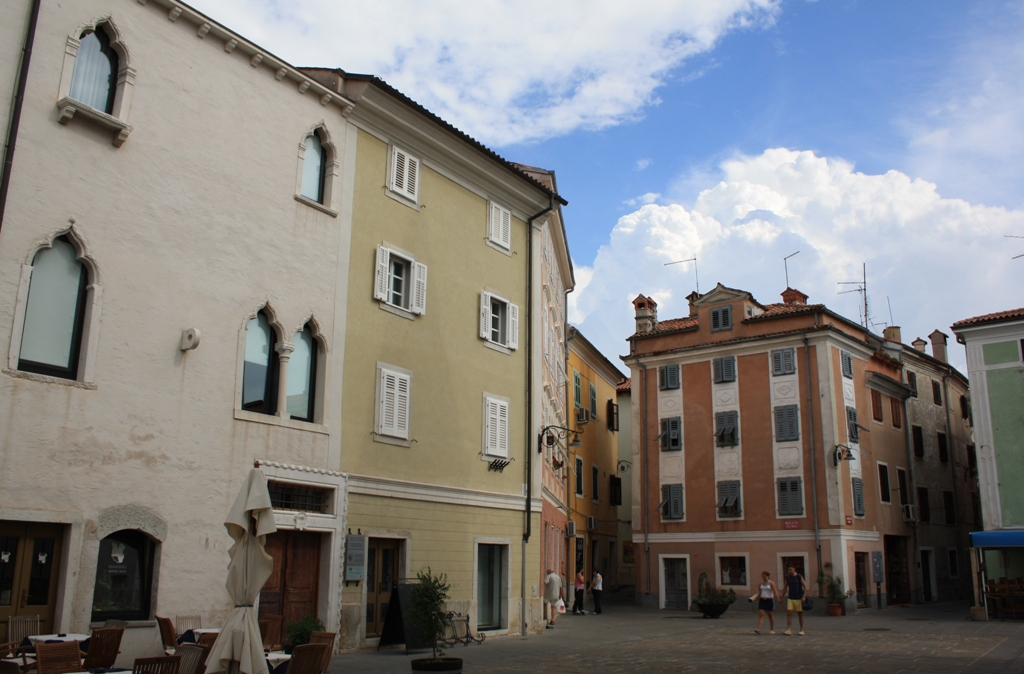
Casa Manzioli
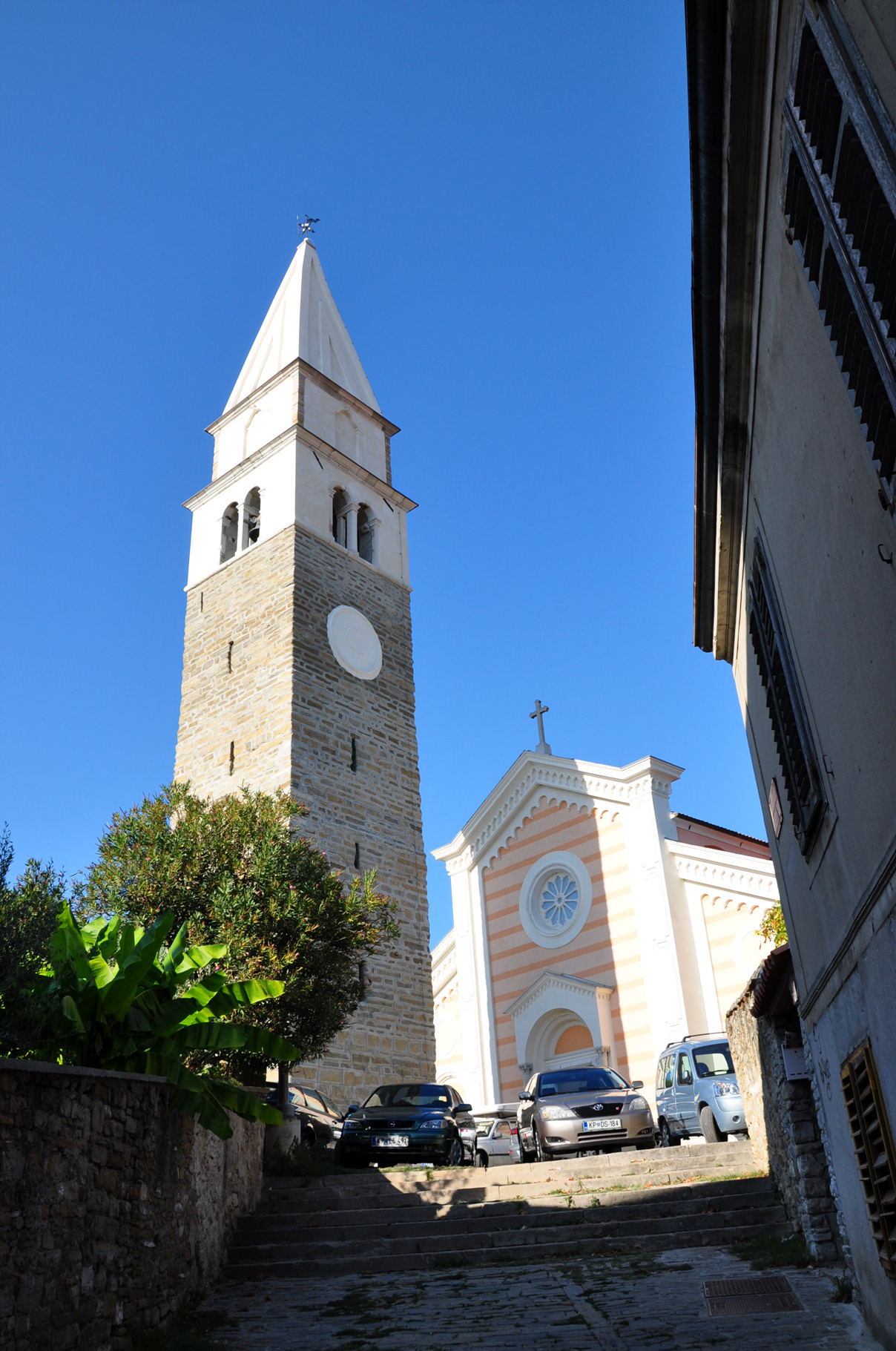
Campanile e chiesa di San Mauro
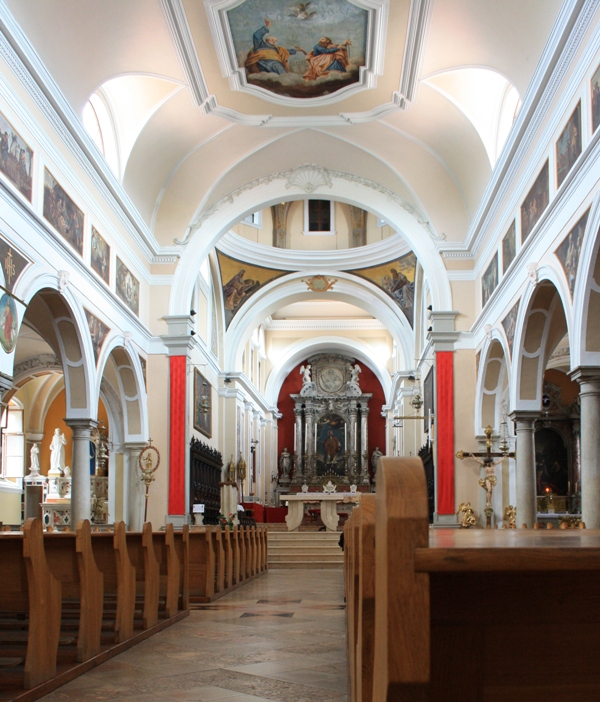
L'interno della chiesa di San Mauro